# Università Cattolica Sant'Antonio di Murcia
L'Università Cattolica San Antonio (in spagnolo Universidad Católica San Antonio, conosciuta come Universidad Católica de Murcia, o UCAM) è un'università privata con sede a Murcia, nel sud-est della Spagna. Fondata nel 1996 da José Luis Mendoza Pérez, un laico cattolico membro del Cammino neocatecumenale, con il beneplacito di Mons. Javier Azagra Labiano, vescovo della diocesi di Cartagena, d'accordo con l'articolo 3.3 della costituzione apostolica Ex Corde Ecclesiae di Giovanni Paolo II. Presso l'UCAM è possibile studiare corsi di laurea e master in diversi campi, come anche frequentare corsi estivi aperti a studenti internazionali. L'università si caratterizza per la sua chiara adesione all'ortodossìa Cattolica e alla dottrina morale e sociale della Chiesa.

## Storia
Nel 1990 Papa Giovanni Paolo II promulgò la Costituzione Apostolica Ex Corde Ecclesiae, che permetteva, all'articolo 3.3, la costituzione di università cattoliche da parte di laici. Prima della Ex Corde Ecclesiae, solo il clero e i religiosi, oltre a istituzioni affiliate come le conferenze episcopali locali e le società religiose, erano autorizzate dal diritto canonico a fondare istituti universitari sotto il patrocinio della Chiesa Cattolica Romana. Il documento riflette le direttive del Concilio Vaticano II, che desiderava aumentare la partecipazione laica alla vita liturgica e amministrativa della Chiesa.
L'UCAM, idea del fondatore José Luis Mendoza Pérez, fu la prima di queste istituzioni permesse dall'articolo 3.3. Membro del Consiglio Pontificio per la Famiglia e padre di 14 figli, Mendoza è tuttora Presidente dell'Università.
Nel 1996, anno della sua istituzione, UCAM contava circa 600 studenti. Oggi sono circa 21.000. L'Università vanta più di 400 partnership con altre università in tutto il mondo, sia cattoliche che non-confessionali.

## Strutture

### Campus
L'UCAM si trova a Guadalupe, poco fuori dalla città di Murcia (capitale dell'omonima regione di Murcia). Al centro del campus si trova il monastero dei Frati Girolamini (Los Jerónimos), un edificio del XVIII secolo originariamente costruito per l'omonimo ordine di monaci. Il monastero è oggi l'edificio che contiene il reparto amministrativo dell'Università, che quindi ha la forma tipica dei chiostri: quattro ingressi che formano un rettangolo attorno al cortile centrale posto nel mezzo. La scuola della cappella è parte della struttura originale. Sono presenti anche altri edifici più recenti, contenenti aule, laboratori e uffici di facoltà. Degni di nota, per esempio, l'Hi-tech building, il laboratorio di robotica, le sale di pratica di Fisioterapia e l'edificio di Medicina, dotato di due sale di dissezione e una modernissima tavola di dissezione virtuale.

### Dipartimenti e scuole
L'UCAM propone 32 corsi di laurea e 87 corsi post laurea (Master) e 4 programmi di dottorato di ricerca. I corsi sono tenuti in spagnolo e in inglese.
- Facoltà di Scienze della Salute
  - Biotecnologia
  - Medicina
  - Odontoiatria (anche in inglese)
  - Podologia
  - Psicologia (anche in inglese)
  - Fisioterapia
  - Farmacia
  - Nutrizione Umana e Dietetica
  - Scienze e Tecnologie degli Alimenti
  - Terapia Occupazionale
  - Gastronomia
- Facoltà di Infermieristica
  - Scienze Infermieristiche || Infermieristica
- Facoltà dello Sport
  - Scienze dell'Attività Fisica e dello Sport || Scienze dell'Attività Fisica e dello Sport (anche in inglese)
  - Danza
- Facoltà di Scienze Sociali e della Comunicazione
  - Educazione Primaria
  - Educazione Infantile
  - Giornalismo
  - Comunicazione Audiovisiva
  - Pubblicità e Relazioni Pubbliche
  - Traduzione ed Interpretazione
  - Lingue Moderne (in inglese)
- Facoltà di Scienze Giuridiche e dell'Azienda
  - Amministrazione e Gestione Aziendale (anche in inglese)
  - Giurisprudenza
  - Criminologia
  - Marketing e Direzione Commerciale
  - Relazioni di Lavoro e Risorse Umane
  - Turismo
- Scuola Politecnica Superiore
  - Architettura
  - Ingegneria Civile
  - Ingegneria dell'Edificazione
  - Ingegneria Informatica
  - Ingegneria in Tecnologie per le Telecomunicazioni

Masters
- Artes y Humanidades
- Desarrollo Social (a distancia)
- Másteres  de Ingeniería y Arquitectura
- Ingeniería de Caminos, Canales y Puertos
- Ingeniería Ambiental (semipresencial)
- Patología e Intervención en la Edificación
- Másteres  de Ciencias de la Salud
- Alto Rendimiento Deportivo: Fuerza y Acondicionamiento (semipresencial)
- Audiología (semipresencial)
- Bioética (a distancia)
- Enfermería de Salud Laboral (semipresencial)
- Enfermería de Urgencias, Emergencias y Cuidados Especiales
- Fisioterapia en el Deporte (semipresencial)
- Geriatría y Gerontología. Atención Integral a la Dependencia (semipresencial)
- Gestión y Planificación de Servicios Sanitarios (semipresencial)
- Investigación en Ciencias Sociosanitarias (semipresencial)
- Investigación en Ciencias Sociosanitarias (a distancia)
- Investigación en Educación Física y Salud (semipresencial)
- Medicina de Urgencias (semipresencial)
- Nutrición Clínica (semipresencial)
- Nutrición en la Actividad Física y el Deporte (semipresencial)
- Nutrición y Seguridad Alimentaria (semipresencial)
- Osteopatía y Terapia Manual (semipresencial)
- Psicología General Sanitaria
- Trastornos de la Voz y del Lenguaje
- Avances en cardiología
- Imagen para el diagnóstico
- Cirugía del Pie
- Másteres de Ciencias Sociales y Jurídicas
- Acceso a la Abogacía
- Ciencias de la Seguridad y Criminología (a distancia)
- Derecho Militar (a distancia)
- Derecho Penal Internacional (a distancia)
- Dirección de Comunicación (a distancia)
- Dirección de Empresas (MBA) (español)
- Dirección de Empresas (MBA) (inglés)
- Dirección de Empresas (MBA) (a distancia)
- Dirección de Hoteles y Empresas de Restauración (semipresencial)
- Dirección de Hoteles y Empresas de Restauración (a distancia)
- Dirección de Hoteles y Empresas de Restauración (a distancia)
- Dirección y Gestión de Entidades Deportivas (semipresencial)
- Dirección y Gestión de Entidades Deportivas + MBA Sports Management
- Enseñanza Bilingüe: Inglés
- Formación del Profesorado de E.S.O, Bachillerato, F. P. y Enseñanza de Idiomas (b-learning)
- Formación de Profesores de Español Como Lengua Extranjera
- Gestión Administrativa (a distancia)
- Innovación y Márketing Turístico
- Innovación y Márketing Turístico (a distancia)
- Innovación y Márketing Turístico
- Innovación y Márketing Turístico (a distancia)
- Márketing y Comunicación (semipresencial)
- Prevención de Riesgos Laborales (a distancia)
- Responsabilidad Social Corporativa (a distancia)
- Másteres título propio en Inglés
- Estudios sobre la Unión Europea y Derechos Humanos (semipresencial)
- MBA  - Master's Degree in Sports Management (Madrid, UCAM Spanish Sports University)
- Sports Marketing (Madrid, UCAM Sports Management University)
- Máster en Relaciones Internacionales (a distancia)

Dottorato di Ricerca
- Scienze della Salute
- Scienze dello Sport
- Scienze Sociali
- Tecnologie Computazionali e Ingegneria Ambientale

## Relazioni con il mondo del Lavoro
L'Università mantiene accordi per i tirocini degli studenti con più di 200 tra aziende, organizzazioni e istituzioni pubbliche e private.  La preparazione al mondo del lavoro è parte del programma educativo dell'UCAM, che ha anche stabilito un servizio specifico per aiutare i suoi laureati a trovare presto occupazione o creare la propria azienda.

## L'UCAM e la "Nuova Evangelizzazione" del papa Giovanni Paolo II
Durante tutto il suo pontificato Papa Giovanni Paolo II ha fatto spesso riferimento alla necessità di una "nuova evangelizzazione", un metodo con cui coinvolgere ed evangelizzare il mondo moderno. I principi di questa nuova evangelizzazione sono contenuti quasi per intero nella lettera apostolica Nuovo Millennio Ineunte ("All'Inizio del Nuovo Millennio"), promulgata alla fine del 2000.

La posizione dell'UCAM rispetto al mondo secolare è informata da questo principio, come si può leggere nella lettera che il Presidente rivolge agli studenti stranieri e anglofoni dell'UCAM. Secondo Mendoza, l'Università ha 
"una vocazione sia ad insegnare che ad evangelizzare nel mondo accademico, scientifico e culturale, oltre a fornire uno strumento nella Fede per risolvere le molte questioni e problemi della società contemporanea e, in questo modo, contribuire al progresso e sviluppo sociali, culturali e umani"
Fondamentalmente, quindi, l'UCAM dovrebbe essere un'istituzione cristiana in dialogo con il mondo moderno al fine di evangelizzare e sviluppare l'intera società umana.
L'UCAM è sede dell'Instituto Internacional de Caridad y Voluntariado Juan Pablo II patrocinato dal Pontificio Consiglio "Cor Unum" che organizza un campus universitario di lavoro presso Pachacútec, in Perù.

## Ricerca
Presso l'UCAM lavorano 101 gruppi di ricerca con 580 line di ricerca  per un investimento di circa 175 milioni di euro. L'università partecipa in più di 130 progetti finanziati dall'Unione Europea.
Ogni anno si organizzano congressi internazionali che hanno visto la partecipazione di personalità illustri del mondo religioso, scientífico o político come l'allora Cardinale Prefetto de la Congregazione per la Dottrina della Fede, S. E. Mons. Joseph Ratzinger (S. S. Papa Benedicto XVI) o l'ex presidente dell'esecutivo spagnolo José María Aznar, Kiko Argüello, fondatore del Cammino Neocatecumenale, Mons. Javier Ehevarría, Prelato dell'Opus Dei, Giovanni Maria Vian, direttore dell'Osservatore Romano o il traumatologo Pedro Guillén.

## L'UCAM e lo Sport
L'UCAM conta squadre universitarie in 19 discipline e patrocina 15 squadre federate. Durante il corso 2020-2021, l'UCAM ha conquistato per il decimo anno consecutivo il 1º posto nel medagliere nazionale . Tra le squadre dell'UCAM spiccano l'UCAM Murcia CB, che milita nella Liga ACB di Pallacanestro, l'UCAM CF che milita nella Primera RFEF o l'ESports UCAM.

## Rettori
L'attuale Magnifico Rettore è la professoressa Josefina García Lozano.